# 八王之乱
八王之乱是發生於西晋末年元康元年（291年）至光熙元年（306年）間的政治內鬥，是一场由西晋皇族為争夺中央政权而引发的內鬥，為中国历史上一場極为严重的皇族内乱，共持续16年。
西晉皇族中参与这场动乱的王不止八个，但八王为曾實際掌握過朝廷大權的主要参与者，《晉書》将八王彙為一列传，故史称“八王之乱”。
这场动乱从宫廷内权力斗争开始，进而引发战争，祸及全社会，造成大量破坏，也加剧西晋的统治危机，成为西晋迅速灭亡的重要因素。八王之乱期間，北方主要少数民族匈奴、羯、鲜卑、羌及氐等五族的各个部族趁西晋政权内部空虚，纷纷起兵脫離晉朝控制，並陸續建立割据政权，入驻中原，最後導致建興四年（316年）西晉滅亡。之后晋室遗族避走中原、至江南地區建立王朝，設都建康，史称东晋。
北方的中原地区则由汉族以及非汉族的各游牧民族部族政权割据，前后建立十六个国家，其中以鲜卑族建立的一系列政权影响力最广。因为鲜卑属于上古华夏族同时期的北方游牧民族东胡族后裔，所以这五个少数民族被南方王朝统称作“五胡”，中国古代史进入五胡十六国时期。南北分裂的局面从東晉十六國一直持续到南北朝，直到589年隋滅陳之戰后，隋朝正式成為統一的王朝。

## 背景
曹魏时代，皇室對宗室王公雖有授爵，但其實僅有虛名，沒有任何實權，行為也受嚴密管控。魏明帝死後，幼主曹芳即位，由宗室曹爽当政，其時宗室曹冏曾寫《六代論》指出若不授以宗室诸王實權以保衞皇室，政权可能转入他姓之手，希望曹爽會進行改革，但曹爽沒有聽從。不久，司馬懿發動高平陵之變，誅滅曹爽，奪取大權，自此將政權轉移到司馬一族手中，實力微弱的曹魏宗室無法抗衡，遂讓司馬氏成功篡位。晉武帝吸取前朝教训，在泰始元年（266年）晉朝初建時，就恢復周、漢二代的分封制，封二十七个同姓王，以郡建国。晋武帝制定的王國置軍制度，將封國分為大、次、小三等，不同级别可置不同数目的军，但各王无地方行政权。分类情况如下：
| 轄下民戶数 | 封国等级 | 置军人数             |
| ---------- | -------- | -------------------- |
| 二萬户     | 大國     | 上、中、下三軍五千人 |
| 一萬户     | 次國     | 上、下二軍三千人     |
| 五千户以下 | 小國     | 一千五百人           |

晋武帝在分封同姓王的同時，又大封異姓士族為公、侯、伯、子、男等爵位，他們也有封地。公侯邑亦分三等，如下面列表。
| 轄下民戶数 | 封国等级 |
| ---------- | -------- |
| 一萬户以上 | 大國     |
| 五千户以上 | 次國     |
| 五千户以下 | 小國     |

除了有自己的封國軍隊，諸王也可能獲授地方都督職位，掌握地方軍事權力，遂能於地區建立自己的影響力。而晉滅吳後，晉武帝更下令裁撤州郡兵力，大郡只設武官百人，小郡則設五十人，令州郡防禦薄弱。諸藩王隨後更可以自選封國內的官員，及以三分食一方式取得封國的租稅收益。而原本諸王除了別授職位皆會留在京師洛陽，不會回到封國，但晉武帝後來因為聽從荀勖等人所言，終在咸寧年間將諸王王國皆增至萬戶大國，命諸王公回到封國。荀勖等人原意其實只是希望時任司空的齊王司馬攸離開中央政府，以免武帝一旦離世會因其高名望影響太子司馬衷之位，但在武帝去世以後，太子無力掌控國家，皇后賈南風趁機掌握朝政，並有宗室諸王參與，最終發展成諸王為了爭權而運用自己封國軍隊及地方影響力互相攻伐，觸發八王之亂。
以下為主要參與的八位宗王（按败亡次序）：
| 王号   | 姓名   | 與惠帝關係                               | 備註                             | 结局                                                      |
| ------ | ------ | ---------------------------------------- | -------------------------------- | --------------------------------------------------------- |
| 汝南王 | 司马亮 | 惠帝三叔公                               | 司馬懿三子                       | 291年在洛阳为楚王司马玮所杀                               |
| 楚王   | 司马玮 | 惠帝九弟                                 |                                  | 291年在洛阳为惠帝皇后贾南风所杀                           |
| 赵王   | 司马伦 | 惠帝九叔公                               | 司馬懿九子                       | 301年在洛阳为齐王司马冏为首诸王击败诛杀                   |
| 齐王   | 司马冏 | 惠帝再從兄（或弟）／原為惠帝堂兄（或弟） | 司馬師嗣孫／司馬昭次子司馬攸之子 | 303年在洛阳为长沙王司马乂击败诛杀                         |
| 长沙王 | 司马乂 | 惠帝十七弟                               |                                  | 304年在洛阳为东海王司马越袭捕，交河间王司马颙部将张方处死 |
| 成都王 | 司马颖 | 惠帝十九弟                               |                                  | 306年在鄴城为范陽王司馬虓部属劉輿所杀                     |
| 河间王 | 司马颙 | 惠帝再從伯（或叔）                       | 司馬懿三弟司馬孚之孫             | 306年在长安赴洛阳途中为东海王司马越所杀                   |
| 东海王 | 司马越 | 惠帝再從伯（或叔）                       | 司馬懿四弟司馬馗之孫             | 311年在洛阳返回封地东海国途中病死                         |

八王之乱相關人物世系關係如下圖所示，其中藍色字體為八王，綠色字體為皇帝及太子，红色字體為参与乱事的其他王。

## 前奏

### 楊駿與賈后相爭

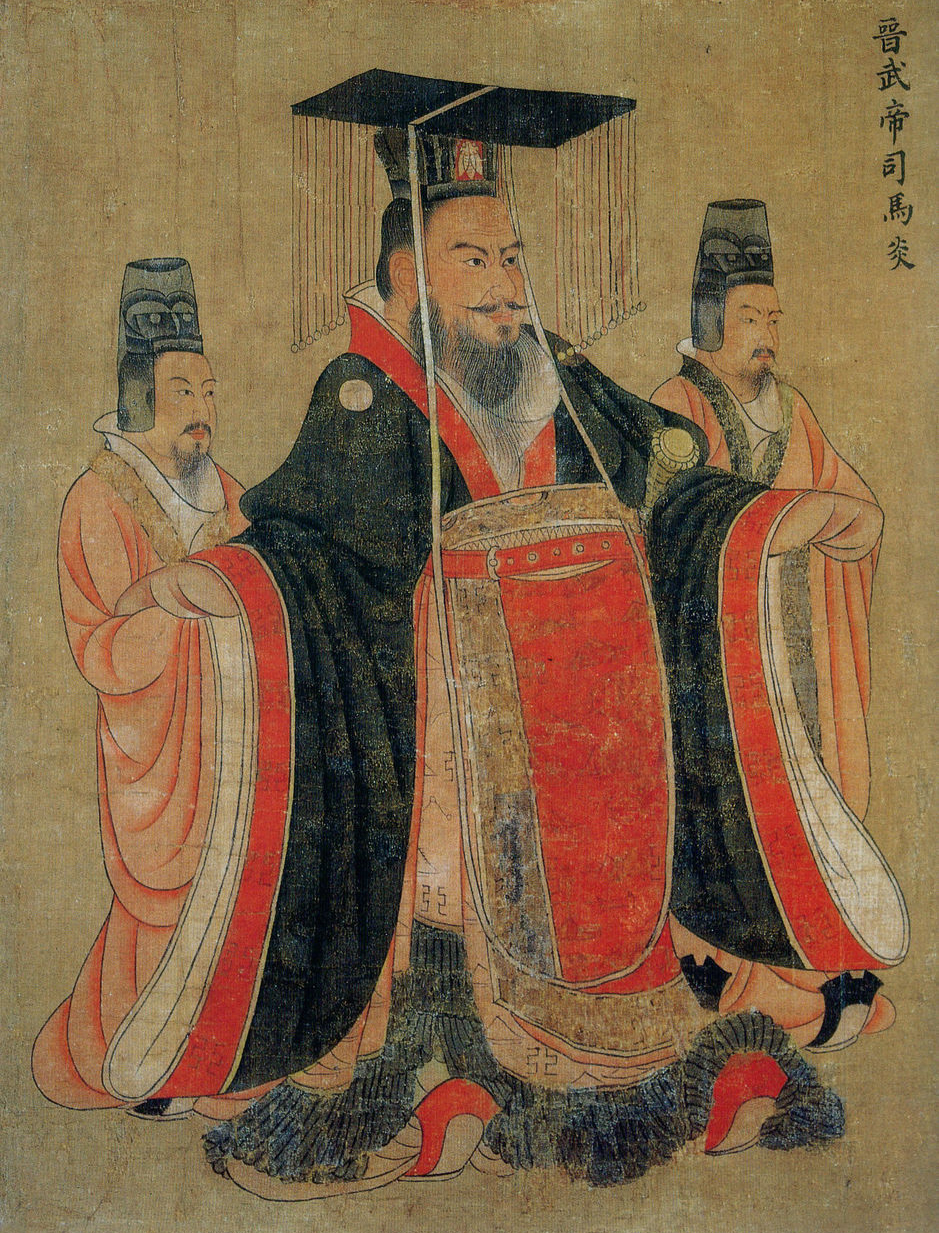
晉惠帝之父——武帝司馬炎

太熙元年（290年），晋武帝司馬炎重病之时下了诏书，存放在中书省，诏书中依托叔父汝南王司马亮及皇后楊芷之父杨骏共同辅助太子司馬衷 (晋惠帝) 繼位。杨骏惧怕失势，曾经从中书省借出诏书，看后不归还。当时的中书监华廙恐惧，还亲自向杨骏索取诏书，但杨骏始终不还。晋武帝病情加重时，杨骏要求晋武帝让他单独辅政，晋武帝點頭默许。杨骏招来華廙及中书令何劭，口宣帝旨作遗诏，让杨骏单独辅政。诏成后华廙、何劭二人拿给晋武帝看，晋武帝视而无言，两日后就驾崩了。但其實惠帝愚鈍，根本無力掌控國家，朝政就旁落在楊駿、太后楊芷父女身上。
而原本會參與輔政的汝南王司馬亮在晉武帝去世後知楊駿要對付他，但他又不敢先發制人進攻楊駿，於是只好以奉命出镇豫州为由逃亡到许昌保住性命。不過，司马衷的皇贾南风是开国元老贾充之女，她相貌不好，又矮又黑，但卻凶狠多诈，也企图操纵晋惠帝以把持朝政。杨骏辅政期間，在皇帝身邊安插自己親信，凡有诏令，晋惠帝过目后交予杨太后，才直接下发执行。楊駿亦知贾南风难以控制，为防贾南风碍其擅权，则任命其亲信掌管禁军，此举引起宗室和朝野的不滿。杨骏的兩位弟弟杨珧、杨济也对他的做法不以为然，屢次試圖劝止他，但杨骏不纳。贾南风雖受楊駿壓制，遂暗中與東宮舊臣黃門董猛聯絡，合謀要廢掉楊太后，董猛則與不滿楊駿的殿中中郎孟觀及李肇交結。賈后接著命李肇聯絡司馬亮及分别出镇荆、扬二州的惠帝弟楚王司馬瑋、淮南王司马允，讓他們出兵討伐楊駿，司马亮没有响应，司马玮、司马允则欣然同意，上請入朝。楊駿一直防範司馬瑋，向來都想召他入京嚴加看守，不讓他作亂，此舉正合楊駿意思，於是應允。永熙二年（291年），司馬瑋、司马允到後，孟觀和李肇就上報惠帝，接著寫下詔書稱楊駿反叛，要廢黜楊駿。駐屯雲龍門的東安公司馬繇也率殿中四百人隨司馬瑋討伐楊駿。
楊駿時在府中，聽聞宮中有變，於是召集一眾屬官討論。主簿朱振就看穿肯定是宦官為賈后謀劃政變，建議在雲龍門縱火示威，並追緝禍首，開萬春門取東宮及外營兵力，奉太子之名入宮反攻，如此震懾宮中人們，讓其速速交出主謀者，從而解決危機。可是楊駿為人怯懦，猶豫之下最終還是不作。就在楊駿仍不知如何反應時，侍中傅祗就自請與尚書武茂到雲龍門察看形勢，又向眾人說：「宮中不宜空」，接著就作揖離去，眾人亦隨之而走。稍後，宮中出來討伐楊駿的軍隊就來到楊駿府中，並放火燒府，更命弩兵在閣上射箭入楊駿府中，令府中士兵無法組織反攻；楊駿就逃到馬廄中，被殺。楊氏及其黨眾亦被夷滅三族，賈后也燒毀楊府以圖毀掉武帝讓楊駿顧命的手詔，外戚楊氏勢力遂被剷除。皇太后楊芷在變亂時因遭隔绝，在布帛中寫上「救太傅者有賞」並射出宮外，希望能救到楊駿，但這反而被賈后用作指控太后與楊駿同反的証據，最終太后被廢並囚禁在金鏞城。次年（292年），楊芷餓死在金鏞城。

### 賈后獨攬大權
楊氏勢力被消滅後，汝南王司马亮与元老大臣卫瓘分任太宰及太保，共同执掌朝政。同樣參與政變的楚王瑋則任衞將軍、領北軍中候，但他就因個性狠戾而為二人所忌，於是二人提議將諸王遣還封國，以圖除去楚王在宮禁的威脅，不過朝中人人都怕楚王，提議之時也只有汝南王亮及衞瓘二人敢表態支持，司馬瑋亦因此記恨二人。時司馬瑋親信公孫宏及岐盛行為不端，衞瓘討厭他們為人，更怕他們會是禍胎，於是想收捕岐盛。岐盛知道後與公孫宏商量，遂藉積弩將軍李肇假託楚王瑋的命令，向賈后中傷汝南王亮及衞瓘二人。因為衞瓘在武帝在位時就曾表示司馬衷並不聰明，危害其地位，故賈后向來都不喜歡他，現在亦阻礙她專擅朝權，於是就乘勢讓惠帝下詔指稱亮、瓘二人圖謀廢立，下令廢黜二人，並授命楚王瑋宣诏令淮南王司马允、长沙王司马乂、成都王司马颖一同收捕。楚王瑋遂假傳詔命，敕令三十六軍控制宮禁，並分別派人收捕二人。司馬亮為公孫宏及李肇率兵所攻，但司馬亮拒絕以府兵迎擊而被擒，隨後被殺；衞瓘由清河王司馬遐奉命收捕，衞瓘也不反抗，與子孫皆為故吏榮晦所殺。
岐盛接著更勸楚王乘機殺害賈后堂兄侍中賈模及母舅右衛將軍郭彰，獨攬朝權，但楚王此時卻猶豫。另一方面，楚王掌握禁軍，發動政變的消息亦令朝廷混亂，張華卻認為禁軍們受楚王控制都是為國盡忠，只要朝廷下令解嚴，危機就會消除。最終賈后以朝廷名義出“騶虞幡”，宣稱楚王假傳詔命，禁軍見此都立即散去，而楚王突然失去軍力就失措不已，不久就被收捕下廷尉。楚王被指控假傳詔命擅殺兩名大臣，圖謀不軌，即被處決，公孫宏及岐盛皆被誅三族。自後，賈后盡掃其獨掌朝權的障礙，任命賈謐、郭彰等親黨，但重用張華，張華亦盡心匡輔，接著十年間，在張華、裴頠等人的努力下，雖然賈氏勢力有專擅之行，但朝野內外都大致平穩。

## 爆發

### 賈后倒台
晋惠帝的太子司马遹乃謝才人謝玖所生，而賈后卻一直沒有生下皇子。而賈謐在賈后專權後權勢極盛，但太子就不肯去討好他，而其時賈后又拒絕為太子娶賈后妹夫韓壽的女兒以及王衍長女，太子更因賈后為賈謐娶王衍長女而大感不滿，而賈謐亦不退讓，甚至因對太子不禮敬而曾被成都王司馬穎當面斥責。賈謐於是就向賈后中傷太子，而賈后沒聽從母親郭槐臨終時所說的話，立姨甥韓慰祖當作皇子，藉以其嫡子身分廢掉太子，同時亦宣揚太子的缺失。當時人都知道賈后有意廢太子，中護軍趙俊更勸太子先發制人廢掉賈后，但太子沒有聽從。最終在元康九年（299年），賈后召太子入宮並將其灌醉，逼其寫下言辭悖逆的書信，以此為由告诉惠帝，派尚书和郁持节，解结为副，与大将军梁王司马肜、淮南王司马允、前将军东武公司马澹、赵王司马伦、太保何劭等去东宫將其廢黜，囚在金鏞城，並殺害謝玖。次年再將太子押到許昌囚禁。在世皇弟以淮南王最为年长，有人提议以为皇太弟，未果。
眾人對太子被廢都感不滿，尤其殿中將司馬雅及許超都得太子寵信，更想救太子，遂向趙王司馬倫的親信孫秀求援。趙王倫時以車騎將軍領右軍將軍，得孫秀通報後亦同意幫忙，並作出部署。不過，孫秀卻另有計劃，怕向來被視為賈后一黨的司馬倫即使幫太子也勢不得其信任，未必有利，遂改向賈后施反間計，聲稱禁軍宿衞中有人謀廢賈后、復立太子，以圖借賈后之手殺害太子，接著趙王再以殺太子為理由討伐賈后。流言傳出後賈后果然害怕，趙王及孫秀又力勸賈謐建議賈后殺太子，最終成功令賈后中計，派黃門孫慮到許昌殺死太子。
趙王司馬倫接著準備廢掉賈后，與閻和約定在永康元年四月三日（300年5月7日）夜晚一更起事。當晚，趙王對三部司馬假傳詔命，聲稱惠帝因太子被殺要命令他廢掉賈后，於是眾人都跟他起事。接著趙王又以假詔命過宮門，陳兵道南，命齊王司馬冏率三部司馬的一百人進宮廢后，內應華林令駱休就帶惠帝到東堂。贾谧被杀；賈后被廢後先被囚在建始殿，接著又被移送到金鏞城，不久就被毒殺。另趙王又收捕賈午等人，又令尚書收張華、裴頠等人，時內外官員都多被貶黜。司馬倫不久就自任使持節、大都督、督中外諸軍事、相國，侍中，並大封親信。
不過，司馬倫才能低下，事事都聽從孫秀，故此眾人有所求都會直接去找孫秀，而孫秀大權在握，於是專擅濫權，肆意而為，多殺忠良。而中護軍淮南王司馬允亦不滿司馬倫等，於是暗中蓄養死士，想要消滅他；而趙王及孫秀皆畏懼得禁軍軍心的淮南王，於是故意晉升其為太尉，實質就是奪其中护軍兵權。淮南王於是憤而起兵，率淮南國兵及帳下七百人進攻相國府，屢敗趙王軍，並逼得趙王躲在樹後狼狽避箭。不過，趙王之子侍中、汝陰王司馬虔就派司馬督護伏胤假稱有詔助淮南王，騙得淮南王開陣下車受詔，乘機殺害他，淮南王的討伐因而失敗。孙秀趁机称和他有私怨的石崇、潘岳等为淮南王党羽，都诛杀。京中人士都大感不滿。另外參與廢賈后的齊王冏不滿封賞不足，孫秀怕他作亂，於是將其調到許昌。

### 三王伐趙
事後，趙王集團將心腹都安置在宮禁要職，孫秀更偽造符命，假作皇帝禪讓詔書，讓趙王於永康二年（301年）正月篡位稱帝，並送惠帝及皇太孙司马臧到金鏞城軟禁，不久杀司马臧。趙王登位後為收買人心，濫授官爵，乃至府庫根本沒有足夠儲備供其封賞，一些人雖獲封爵但沒有璽綬，成為僅是有詔命的空銜。而朝政更全由孫秀所主，不但趙王每事都會問他，連帶已發出的詔命都可被孫秀隨意改易甚至由其自行作詔。
孫秀在趙王篡位後進齊王司馬冏為鎮東大將軍，以圖安撫他。其時齊王與成都王司馬穎及河間王司馬顒皆擁強兵，孫秀很忌憚他們，於是將親信和趙王舊部安插到三人的僚屬中。不過，孫秀等人的行為引起很多人不滿，齊王就與王盛、王處穆共謀討伐趙王。其時趙王心腹張烏去監視過他，回覆趙王稱齊王沒有謀反意圖，齊王亦為安定其心，就聯同軍司管襲殺害王處穆，將其首級獻給趙王以示忠誠。不過，就在永康二年（301年）三月，齊王謀定，殺死管襲，與豫州刺史何勖及龍驤將軍董艾共同舉兵，並派人聯結成都王司馬穎、河間王司馬顒、常山王司馬乂及新野公司馬歆四位宗室。成都王見過使者後召見鄴令盧志討論，盧志勸他支持討伐，並建議他選用賢才以收時望，成都王於是改易僚屬，又派冀州刺史李毅、兗州刺史王彥等人為前鋒。成都王出兵後得各方響應，大軍到達朝歌時就有二十多萬人。另一方面，河間王在初時還是站在趙王一方，他殺死起兵響應齊王的夏侯奭，並將齊王使者押送給趙王，更響應趙王徵兵，命部將張方率軍支援趙王。不過，在張方行軍至華陰時，河間王見齊王及成都王軍力強大，於是立即改變立場，命李含率兵追上張方，改為響應二王舉兵。常山王及新野公亦支持行動，前者杀死抵抗的房子令。
趙王及孫秀得知三王起事後十分恐懼，但孫秀還是派孫輔、張泓及司馬雅等人兵分三路，經延壽關、堮阪關及成皋關出襲齊軍，孫會、士猗及許超出黃橋抵抗成都王。張泓一開始就屢敗齊軍，更在陽翟擊敗齊軍輜重隊，但都沒法擊潰齊軍，齊王接著在潁水對張泓軍發動進攻，但不能攻破，只是孫輔軍夜間自亂，並提供錯誤情報給趙王，影響趙王調度，打擊趙軍士氣。及後張泓渡過潁水直攻齊軍軍營，齊王出兵大敗孫輔等別軍，逼得張泓收兵。另外許超等人初戰亦敗成都王前鋒，成都王一度想退還朝歌，但在盧志等人勸說下堅持，並再度進攻，士猗等因輕敵而大敗，成都王遂乘勝南渡黃河，直取洛陽。
河北兵敗的消息更令孫秀無計可施，同時自三王舉兵以來孫秀都因怕百宮和宿衞將士將他和趙王殺了以結束事件，故一直留在中書省不出。正當孫秀和黨眾籌劃下一步行動時，四月辛酉日，左將軍王輿就起兵攻討孫秀，在中書省殺死孫秀等人、殺害趙王黨羽、以趙王名義下達騶虞幡命眾將士解兵、將趙王及其三名兒子押到金鏞城，並從金鏞城迎惠帝復位。司马伦唯一在外的儿子司马虔也被捕。不久，趙王被賜死，四子亦在廷尉刑訊致死，所有趙王任命的官員都被撤換；河間王軍在此時仍只到潼關，聞訊退兵；而成都王率眾入洛陽，再派兵帮助齐王，张泓投降，齐王也得以入京。齊王自以首先起兵，於是行事專擅，成都王就聽盧志的建言，將功勞都推給齊王，並以母疾為由，在朝見惠帝及拜謁太廟後就離開洛陽，回到鄴城，贏得四方稱譽。而本因楚王瑋而被降封為常山王的司馬乂亦獲恢復長沙王爵位。

### 齊王敗亡
齊王及後以大司馬身份掌政，但他隨即大興土木，並沉迷酒色逸樂，不朝惠帝，亦不視朝政，用人唯親，大封親信，甚至加罪不經大司馬府而直接上奏的大臣以及殺害諫臣，種種事跡都令眾人失望，同時大家也就歸心於先前謙退的成都王。其時任翊軍將軍的李含因與齊王參軍皇甫商及右司馬趙驤不和，夏侯奭的哥哥也在齊王府中，故李含很不安，於是隻身西奔長安，向河間王司馬顒聲稱受了密詔，獻計讓河間王檄命長沙王乂討伐齊王，待齊王消滅長沙王後再以此為由討伐齊王，並以有名望的成都王接掌政事乃至取代惠帝，河間王遂得建立大功勳。河間王聽從，遂於永寧二年（302年）十二月上表稱齊王之罪，率軍東進，並命長沙王乂廢齊王，且故意让齐王知道。齊王接到上表後驚懼不已，召見百官討論，司徒王戎及東海王司馬越勸齊王讓位退避，但齊王親信葛旟卻堅持不退；其時齊王就派董艾進攻長沙王，而長沙王就即率兵入宮，以天子名義進攻齊王府，兩軍遂在城內激戰。大戰三日以後，齊王兵敗被擒，被長沙王下令斬首處死，梟首曝屍，其他黨羽都被誅殺三族，齊王三子皆被囚禁在金鏞城。
長沙王乂大出河間王及李含所料戰勝齊王，並以太尉、都督中外諸軍事留在洛陽中主政，遂令原本的計劃不能成事。河間王於是命李含為河南尹，讓其與侍中馮蓀及中書令卞粹等殺了長沙王。皇甫商知道李含的意圖，遂將李含的計劃告知長沙王，最終李含等人被長沙王所殺。另一方面，成都王穎雖然以大將軍、錄尚書事身份遙控朝政，長沙王每事亦都會詢問身在鄴城的他，但他還是不欲長沙王在內妨礙他，於是就與河間王聯手要除去長沙王。河間王即以李含等被殺為藉口出兵，司馬穎亦響應，二王聲明要誅殺皇甫商及外戚羊玄之，並廢掉長沙王權力。河間王派張方率七萬精兵攻向洛陽，成都王就親率大軍進攻，面對二王來伐，長沙王受命為大都督拒戰，兩軍自八月攻戰到十月，最終長沙王擊退來攻的張方，逼其守壘自保，但無法消滅張方軍。另成都王攻至洛陽，朝廷試圖憑藉成都及長沙二人兄弟的關係展開和談，試圖平息干戈，但成都王不允，於是戰事持續。長沙王屢敗成都王軍，殺俘共計六七萬人，洛陽雖然爆發饑荒但兵眾仍然堅毅抗敵，連張方也覺得不太可能成功，想要退兵。不過，司空東海王越卻怕長沙王撐不下去，於是在次年（304年）正月聯結殿中諸將把長沙王囚於金鏞城，眾士兵憤恨戰事功敗垂成，打算救出長沙王以繼續作戰，竟讓東海王下殺機，將長沙王送到張方那裏，以絕眾心。張方於是將長沙王殺死，二王於是取得勝利。
成都王戰後獲增封二十郡，升任丞相，但不久就返回根據地鄴城，由東海王守尚書令作為留守。不久河間王更表奏廢掉齐王上表所立的太子即司马遐之子清河王司馬覃，立成都王為皇太弟。可是，成都王將洛陽的乘輿服飾都遷到鄴城，殺害他忌憚的殿中禁軍，將宿衞都換成自己的人，表現更是驕奢，有無君之跡，又重用親信孟玖，加上上一年領兵出征荊州亂民張昌時所表現的「恃功驕奢、百度廢弛」，皆令朝野失望。同時這些行為亦為司馬穎招來討伐的藉口。

### 蕩陰之戰
永安元年（304年）七月，亦是成都王當上皇太弟五個月後，右衞將軍陳眕、長沙王舊將上官巳等人於洛陽起兵討伐成都王，復立清河王司馬覃為太子，並奉惠帝出征，司徒王戎、東海王司馬越、吳王司馬晏、高密王司馬略等人亦隨軍，眾達十萬多人。大軍奉天子來攻的消息震動鄴城，成都王亦感害怕，東安王司馬繇當時就勸成都王主動歸罪，但司馬王混、參軍崔曠就勸其抵抗，最終成都王選擇抵抗，命石超率五萬兵到蕩陰防備。另一方面，陳眕的兩個弟弟陳匡及陳規自鄴投奔大軍，稱鄴中已經自潰，故大軍都鬆懈起來，終於在蕩陰遭受石超軍攻擊時落得大敗，隨軍王公大臣都奔散，連惠帝也被俘虜至鄴城。成都王抵抗成功之餘還得到了天子，於是下令改元建武，殺死建議投降的東安王，並置百官，生殺大事也由自己決定，並在鄴南郊祀。
陳眕與上官巳等在戰敗後奉司馬覃為主守住洛陽，但其實司馬顒在大軍發出時就派了張方支援成都王，張方來到洛陽後擊敗上官巳等人，控制洛陽，再廢司馬覃及羊皇后。

### 成都王敗，惠帝西遷
早在三王起兵討伐趙王司馬倫之時，都督幽州諸軍事王浚就沒有響應，不過成都王一直沒時間去討伐。成都王在蕩陰之戰後伺機請幽州刺史石堪為自己左司馬，送了和演接任刺史，其實就想讓和演找機會殺了王浚，吞併其勢力。不過與和演一起策劃行刺行動的烏丸單于審登因天雨影響原定行動而以為這有逆天意，將事情告訴王浚，王浚遂與并州刺史東瀛公司馬騰及審登聯手消滅和演。王浚兼領幽州刺史，並大舉整軍，與段部鮮卑段務勿塵聯手進攻成都王，令主簿祁弘在平棘擊敗石超後乘勝攻進鄴城，縱容鮮卑兵大肆搶掠。而成都王在石超兵敗後就已帶著惠帝出逃，用了五日到了張方控制的洛陽。
而張方軍在洛陽胡作非為，時間久了士兵更有西返的意圖，張方此時率兵入宮擄掠並抓惠帝到自己營壘中，更差點要將洛陽宮殿焚毀，接著張方就率軍帶惠帝等人西赴河間王的根據地長安。同時河間王表廢成都王皇太弟之位，遣其歸國，改以豫章王司馬熾為皇太弟，意图以此平息司马越等的非议。

### 東軍起兵
張方強脅惠帝西遷的行為令天下憤怨，東海王司馬越於是乘機於永興二年（305年）在徐州起兵討伐河間王，並得兗州刺史東平王司馬楙、都督青州諸軍事高密王司馬略、都督并州諸軍事東瀛公司馬騰、都督冀州諸軍事平昌公司馬模（后三人为司马越弟）、都督豫州諸軍事范陽王司馬虓（司马越堂弟）及幽州刺史王浚等人支持，更獲推為盟主，聲言要迎惠帝東歸洛陽，更得不少朝臣支持。河間王知東海王等起兵，一度打算退讓，接受其送帝還都，分陝而居的條件，但為張方所阻，於是下令免去東海王等人的官職，命其還國，亦派張方率兵十萬討伐。其時成都王舊將公師藩及汲桑在河北起兵，由於河北人民思念成都王，故此造成人心不穩，河間王亦聽從張方建議，恢復成都王的職位，讓他重駐鄴城，協助對抗東海王為首的力量。另一方面，豫州刺史劉喬本也起兵要迎惠帝東歸，但他卻因不接受東海王的調度，出兵對抗東海王所派的豫州刺史范陽王虓，又上書陳述穎川太守劉輿的親昵范陽王的罪行。河間王因而派兵支援劉喬，在許昌擊敗范陽王軍，逼使其逃到河北。原本也支持討伐的東平王司馬楙亦因為不滿范陽王派苟晞復任兗州刺史，調其至青州的行動而反叛討伐軍，並與劉喬交結。但不久，范陽王得王浚借兵而反擊，在廩丘擊敗東平王，東平王敗返封國。接著范陽王軍聯合東海王的大軍要西進關中，大軍到蕭縣時，劉喬怯而派兒子劉祐在蕭縣的靈壁作出防備，但被司馬越擊敗，劉喬軍於是潰散，南奔平氏。另一方面，成都王到洛陽後亦怯於東海王兵強，不敢繼續北進，於是折返關中。河間王得知劉喬兵敗後大懼，甫開始就想退讓求和的他此時就更想息兵，但就顧慮主戰的張方而猶豫不決。永興三年（306年），河間王聽信張方謀反的假消息而派郅輔殺死張方，並傳首討伐軍，但討伐軍接到張方首級後沒有退兵，反而以此招降關中其他軍隊，並繼續奪取關中諸郡。其年五月，河間王最後所派的馬瞻及郭傳於霸水戰敗後，討伐軍就攻入長安，迎惠帝東歸，河間王則出逃。

### 東海王掌政
在東海王將祁弘護送之下，惠帝在六月返回洛陽，改元光熙。成都王在惠帝東歸時就經武關出新野，途中被鎮南將軍劉弘及南中郎將劉陶阻截。刘弘去世，司马郭劢作乱意图让司马颖入主荆州，被镇压。司马颖於是轉奔朝歌投奔公師藩，但遇是被頓丘太守馮嵩所捕，被囚在鄴城。公師藩被苟晞败杀。同年十月，鎮守鄴城的范陽王去世，其長史劉輿擔心得當地人心的成都王會成為禍患，於是假傳詔命將其殺死。惠帝東歸後長安由鎮西將軍梁柳所守，但馬瞻隨後就擊殺梁柳，復取長安，並迎河間王回城。可是關中地區都起兵對抗河間王勢力，河間王僅能控制長安城。十一月，惠帝中毒去世，羊皇后想召司马覃继位未果，皇太弟司马炽继位为晉懷帝，朝政仍由東海王主掌，並在次月藉召河間王入朝任司徒的機會由南阳王司马模在途中殺害河間王。東海王接著主導晉朝的朝政，直至永嘉五年（311年）去世為止。

## 影响
八王之亂歷時達十六年，期間時有戰亂，後期朝廷已無法掌握全國，受戰亂影響地區亦愈來愈大，除了諸王互相攻伐的戰事外，期間還有氐人齊萬年的變亂，以及成漢和漢趙兩個政權針對西晉朝廷的一系列戰爭，南方亦有陈敏及變民杜曾、王如及張昌的起事。這些戰事都對全國不少地區都造成嚴重破壞，饑荒、疫病頻生, 亦令到不少漢族人被逼離開家鄉求活，成為流民。成漢的領導者李特、李流、李雄皆本住洛陽，就因逃避齊萬年叛亂而入蜀，但就因為益州刺史趙廞見八王之亂的局面而有自立之願，就任了他們為爪牙，及至後來趙廞以及下任刺史羅尚的處理失當而令李氏叛晉自立，建立十六國中的成漢割據政權。
早在東漢末年南匈奴就被曹操分為五部，各部人分别聚居在茲氏、祁、大陵、蒲子以及新興等五縣一帶，直至晉代。匈奴族人劉淵在八王之亂中與成都王聯結，並藉此聯結匈奴諸部，壯大實力。成都王被王浚等擊敗後，劉淵就乘時而起，冒認漢朝皇族建立「漢」政權，更是日後滅亡西晉的力量。魏晉年間，除匈奴外其他外族亦有內遷，而八王之亂期間及後續亦屢見外族參與中原戰事，如并州刺史劉琨曾多次與代王拓跋猗盧聯結對抗南匈奴漢國的進攻；王浚與司馬騰亦曾與烏桓人及段部鮮卑聯手對抗成都王，這些促成五胡亂華及十六國時代。
晉初體制本將地方軍事及民政分開，分別由都督及刺史掌管，而在滅吳後撤去地方軍力，更讓各都督成為地方軍事力量。但到八王之亂後期，地方無法抵抗變亂，遂令制度失效，刺史再兼領一方軍政及民政，如兼領幽冀的王浚、領并州的劉琨及領青州的苟晞都是一方的軍鎮，在北方抵抗匈奴漢國的侵襲，苟晞甚至曾出檄文討伐東海王司馬越。永嘉之亂後洛陽朝廷傾覆，據有一方的王浚甚至有自立之願，但這些兵鎮後來都被南匈奴及石勒所滅。
東海王司馬越在八王之亂後掌握朝權，但期間不但無力控制日益壯大的匈奴漢趙政權，更排除異己，殺害中書監繆播、散騎常侍王延等人，大失人心。後更在永嘉四年以討匈奴漢趙為名率領行臺出京，帶著大批軍隊及王公大臣離開首都洛陽，致令洛陽防禦薄弱，盜賊橫行。在其死後，他帶領的大軍以及大批王公大臣在苦縣寧平城被匈奴漢趙將領石勒屠殺，不久洛陽亦在永嘉之亂中陷落。秦王司馬鄴雖在晉懷帝遇害後於長安即位延續國祚，但也在建興四年（316年）被俘，西晉正式滅亡。而早在蕩陰之敗後，東海王東走並在徐州收聚兵眾，及後更起兵討伐河間王，迎帝東歸。當時東海王就留了琅邪王司馬睿以安東將軍都督揚州諸軍事，鎮守下邳。後來琅邪王就移鎮建鄴，在江左發展，奠下東晉的基礎。晉愍帝死後，琅邪王就即位為帝，即晉元帝。

## 八王世系
|               |               |               |               |               |               |  |  |               |               |               |               |               |               |  |  |                 |                 |                 |                 |                 |                 |  |  |               |               |               |               |               |               |  |  |                   |                   |                   |                   |                   |                   |  |  |               |               |               |               |               |               |  |  | 八王            |                 |                 |                 |                 |                 |  |  |                 |                 |                 |                 |                 |                 |  |  |                   |                   |                   |                   |                   |                   |  |  |  |  |  |  |  |  |  |  |  |  |  |  |  |  |  |  |  |  |  |  |  |  |  |  |  |  |  |  |  |  |  |  |  |  |
|               |               |               |               |               |               |  |  |               |               |               |               |               |               |  |  |                 |                 |                 |                 |                 |                 |  |  |               |               |               |               |               |               |  |  |                   |                   |                   |                   |                   |                   |  |  |               |               |               |               |               |               |  |  | 过继            |                 |                 |                 |                 |                 |  |  |                 |                 |                 |                 |                 |                 |  |  |                   |                   |                   |                   |                   |                   |  |  |  |  |  |  |  |  |  |  |  |  |  |  |  |  |  |  |  |  |  |  |  |  |  |  |  |  |  |  |  |  |  |  |  |  |
|               |               |               |               |               |               |  |  |               |               |               |               |               |               |  |  |                 |                 |                 |                 |                 |                 |  |  |               |               |               |               |               |               |  |  | 司马防            |                   |                   |                   |                   |                   |  |  |               |               |               |               |               |               |  |  |                 |                 |                 |                 |                 |                 |  |  |                 |                 |                 |                 |                 |                 |  |  |                   |                   |                   |                   |                   |                   |  |  |  |  |  |  |  |  |  |  |  |  |  |  |  |  |  |  |  |  |  |  |  |  |  |  |  |  |  |  |  |  |  |  |  |  |
|               |               |               |               |               |               |  |  |               |               |               |               |               |               |  |  |                 |                 |                 |                 |                 |                 |  |  |               |               |               |               |               |               |  |  |                   |                   |                   |                   |                   |                   |  |  |               |               |               |               |               |               |  |  |                 |                 |                 |                 |                 |                 |  |  |                 |                 |                 |                 |                 |                 |  |  |                   |                   |                   |                   |                   |                   |  |  |  |  |  |  |  |  |  |  |  |  |  |  |  |  |  |  |  |  |  |  |  |  |  |  |  |  |  |  |  |  |  |  |  |  |
|               |               |               |               |               |               |  |  |               |               |               |               |               |               |  |  |                 |                 |                 |                 |                 |                 |  |  |               |               |               |               |               |               |  |  |                   |                   |                   |                   |                   |                   |  |  |               |               |               |               |               |               |  |  |                 |                 |                 |                 |                 |                 |  |  |                 |                 |                 |                 |                 |                 |  |  |                   |                   |                   |                   |                   |                   |  |  |  |  |  |  |  |  |  |  |  |  |  |  |  |  |  |  |  |  |  |  |  |  |  |  |  |  |  |  |  |  |  |  |  |  |
|               |               |               |               |               |               |  |  |               |               |               |               |               |               |  |  |                 |                 |                 |                 |                 |                 |  |  | 晋宣帝 司马懿 | 晋宣帝 司马懿 | 晋宣帝 司马懿 | 晋宣帝 司马懿 | 晋宣帝 司马懿 | 晋宣帝 司马懿 |  |  |                   |                   |                   |                   |                   |                   |  |  |               |               |               |               |               |               |  |  |                 |                 |                 |                 |                 |                 |  |  | 安平献王 司马孚 | 安平献王 司马孚 | 安平献王 司马孚 | 安平献王 司马孚 | 安平献王 司马孚 | 安平献王 司马孚 |  |  | 东武城戴侯 司马馗 | 东武城戴侯 司马馗 | 东武城戴侯 司马馗 | 东武城戴侯 司马馗 | 东武城戴侯 司马馗 | 东武城戴侯 司马馗 |  |  |  |  |  |  |  |  |  |  |  |  |  |  |  |  |  |  |  |  |  |  |  |  |  |  |  |  |  |  |  |  |  |  |  |  |
|               |               |               |               |               |               |  |  |               |               |               |               |               |               |  |  |                 |                 |                 |                 |                 |                 |  |  | 晋宣帝 司马懿 | 晋宣帝 司马懿 | 晋宣帝 司马懿 | 晋宣帝 司马懿 | 晋宣帝 司马懿 | 晋宣帝 司马懿 |  |  |                   |                   |                   |                   |                   |                   |  |  |               |               |               |               |               |               |  |  |                 |                 |                 |                 |                 |                 |  |  | 安平献王 司马孚 | 安平献王 司马孚 | 安平献王 司马孚 | 安平献王 司马孚 | 安平献王 司马孚 | 安平献王 司马孚 |  |  | 东武城戴侯 司马馗 | 东武城戴侯 司马馗 | 东武城戴侯 司马馗 | 东武城戴侯 司马馗 | 东武城戴侯 司马馗 | 东武城戴侯 司马馗 |  |  |  |  |  |  |  |  |  |  |  |  |  |  |  |  |  |  |  |  |  |  |  |  |  |  |  |  |  |  |  |  |  |  |  |  |
|               |               |               |               |               |               |  |  |               |               |               |               |               |               |  |  |                 |                 |                 |                 |                 |                 |  |  |               |               |               |               |               |               |  |  |                   |                   |                   |                   |                   |                   |  |  |               |               |               |               |               |               |  |  |                 |                 |                 |                 |                 |                 |  |  |                 |                 |                 |                 |                 |                 |  |  |                   |                   |                   |                   |                   |                   |  |  |  |  |  |  |  |  |  |  |  |  |  |  |  |  |  |  |  |  |  |  |  |  |  |  |  |  |  |  |  |  |  |  |  |  |
|               |               |               |               |               |               |  |  |               |               |               |               |               |               |  |  | 晋景帝 司马师   | 晋景帝 司马师   | 晋景帝 司马师   | 晋景帝 司马师   | 晋景帝 司马师   | 晋景帝 司马师   |  |  | 晋文帝 司马昭 | 晋文帝 司马昭 | 晋文帝 司马昭 | 晋文帝 司马昭 | 晋文帝 司马昭 | 晋文帝 司马昭 |  |  | 汝南文成王 司马亮 | 汝南文成王 司马亮 | 汝南文成王 司马亮 | 汝南文成王 司马亮 | 汝南文成王 司马亮 | 汝南文成王 司马亮 |  |  | 赵王 司马伦   | 赵王 司马伦   | 赵王 司马伦   | 赵王 司马伦   | 赵王 司马伦   | 赵王 司马伦   |  |  |                 |                 |                 |                 |                 |                 |  |  | 太原烈王 司马瑰 | 太原烈王 司马瑰 | 太原烈王 司马瑰 | 太原烈王 司马瑰 | 太原烈王 司马瑰 | 太原烈王 司马瑰 |  |  | 高密文献王 司马泰 | 高密文献王 司马泰 | 高密文献王 司马泰 | 高密文献王 司马泰 | 高密文献王 司马泰 | 高密文献王 司马泰 |  |  |  |  |  |  |  |  |  |  |  |  |  |  |  |  |  |  |  |  |  |  |  |  |  |  |  |  |  |  |  |  |  |  |  |  |
|               |               |               |               |               |               |  |  |               |               |               |               |               |               |  |  | 晋景帝 司马师   | 晋景帝 司马师   | 晋景帝 司马师   | 晋景帝 司马师   | 晋景帝 司马师   | 晋景帝 司马师   |  |  | 晋文帝 司马昭 | 晋文帝 司马昭 | 晋文帝 司马昭 | 晋文帝 司马昭 | 晋文帝 司马昭 | 晋文帝 司马昭 |  |  | 汝南文成王 司马亮 | 汝南文成王 司马亮 | 汝南文成王 司马亮 | 汝南文成王 司马亮 | 汝南文成王 司马亮 | 汝南文成王 司马亮 |  |  | 赵王 司马伦   | 赵王 司马伦   | 赵王 司马伦   | 赵王 司马伦   | 赵王 司马伦   | 赵王 司马伦   |  |  |                 |                 |                 |                 |                 |                 |  |  | 太原烈王 司马瑰 | 太原烈王 司马瑰 | 太原烈王 司马瑰 | 太原烈王 司马瑰 | 太原烈王 司马瑰 | 太原烈王 司马瑰 |  |  | 高密文献王 司马泰 | 高密文献王 司马泰 | 高密文献王 司马泰 | 高密文献王 司马泰 | 高密文献王 司马泰 | 高密文献王 司马泰 |  |  |  |  |  |  |  |  |  |  |  |  |  |  |  |  |  |  |  |  |  |  |  |  |  |  |  |  |  |  |  |  |  |  |  |  |
|               |               |               |               |               |               |  |  |               |               |               |               |               |               |  |  |                 |                 |                 |                 |                 |                 |  |  |               |               |               |               |               |               |  |  |                   |                   |                   |                   |                   |                   |  |  |               |               |               |               |               |               |  |  |                 |                 |                 |                 |                 |                 |  |  |                 |                 |                 |                 |                 |                 |  |  |                   |                   |                   |                   |                   |                   |  |  |  |  |  |  |  |  |  |  |  |  |  |  |  |  |  |  |  |  |  |  |  |  |  |  |  |  |  |  |  |  |  |  |  |  |
|               |               |               |               |               |               |  |  |               |               |               |               |               |               |  |  |                 |                 |                 |                 |                 |                 |  |  |               |               |               |               |               |               |  |  |                   |                   |                   |                   |                   |                   |  |  |               |               |               |               |               |               |  |  |                 |                 |                 |                 |                 |                 |  |  |                 |                 |                 |                 |                 |                 |  |  |                   |                   |                   |                   |                   |                   |  |  |  |  |  |  |  |  |  |  |  |  |  |  |  |  |  |  |  |  |  |  |  |  |  |  |  |  |  |  |  |  |  |  |  |  |
|               |               |               |               |               |               |  |  |               |               |               |               |               |               |  |  |                 |                 |                 |                 |                 |                 |  |  |               |               |               |               |               |               |  |  |                   |                   |                   |                   |                   |                   |  |  |               |               |               |               |               |               |  |  |                 |                 |                 |                 |                 |                 |  |  |                 |                 |                 |                 |                 |                 |  |  |                   |                   |                   |                   |                   |                   |  |  |  |  |  |  |  |  |  |  |  |  |  |  |  |  |  |  |  |  |  |  |  |  |  |  |  |  |  |  |  |  |  |  |  |  |
|               |               |               |               |               |               |  |  |               |               |               |               |               |               |  |  |                 |                 |                 |                 |                 |                 |  |  | 晋武帝 司马炎 | 晋武帝 司马炎 | 晋武帝 司马炎 | 晋武帝 司马炎 | 晋武帝 司马炎 | 晋武帝 司马炎 |  |  |                   |                   |                   |                   |                   |                   |  |  |               |               |               |               |               |               |  |  | 齐献王 司马攸   | 齐献王 司马攸   | 齐献王 司马攸   | 齐献王 司马攸   | 齐献王 司马攸   | 齐献王 司马攸   |  |  | 河间王 司马颙   | 河间王 司马颙   | 河间王 司马颙   | 河间王 司马颙   | 河间王 司马颙   | 河间王 司马颙   |  |  | 东海孝献王 司马越 | 东海孝献王 司马越 | 东海孝献王 司马越 | 东海孝献王 司马越 | 东海孝献王 司马越 | 东海孝献王 司马越 |  |  |  |  |  |  |  |  |  |  |  |  |  |  |  |  |  |  |  |  |  |  |  |  |  |  |  |  |  |  |  |  |  |  |  |  |
|               |               |               |               |               |               |  |  |               |               |               |               |               |               |  |  |                 |                 |                 |                 |                 |                 |  |  | 晋武帝 司马炎 | 晋武帝 司马炎 | 晋武帝 司马炎 | 晋武帝 司马炎 | 晋武帝 司马炎 | 晋武帝 司马炎 |  |  |                   |                   |                   |                   |                   |                   |  |  |               |               |               |               |               |               |  |  | 齐献王 司马攸   | 齐献王 司马攸   | 齐献王 司马攸   | 齐献王 司马攸   | 齐献王 司马攸   | 齐献王 司马攸   |  |  | 河间王 司马颙   | 河间王 司马颙   | 河间王 司马颙   | 河间王 司马颙   | 河间王 司马颙   | 河间王 司马颙   |  |  | 东海孝献王 司马越 | 东海孝献王 司马越 | 东海孝献王 司马越 | 东海孝献王 司马越 | 东海孝献王 司马越 | 东海孝献王 司马越 |  |  |  |  |  |  |  |  |  |  |  |  |  |  |  |  |  |  |  |  |  |  |  |  |  |  |  |  |  |  |  |  |  |  |  |  |
|               |               |               |               |               |               |  |  |               |               |               |               |               |               |  |  |                 |                 |                 |                 |                 |                 |  |  |               |               |               |               |               |               |  |  |                   |                   |                   |                   |                   |                   |  |  |               |               |               |               |               |               |  |  |                 |                 |                 |                 |                 |                 |  |  |                 |                 |                 |                 |                 |                 |  |  |                   |                   |                   |                   |                   |                   |  |  |  |  |  |  |  |  |  |  |  |  |  |  |  |  |  |  |  |  |  |  |  |  |  |  |  |  |  |  |  |  |  |  |  |  |
| 晋惠帝 司马衷 | 晋惠帝 司马衷 | 晋惠帝 司马衷 | 晋惠帝 司马衷 | 晋惠帝 司马衷 | 晋惠帝 司马衷 |  |  | 楚隐王 司马玮 | 楚隐王 司马玮 | 楚隐王 司马玮 | 楚隐王 司马玮 | 楚隐王 司马玮 | 楚隐王 司马玮 |  |  | 长沙厉王 司马乂 | 长沙厉王 司马乂 | 长沙厉王 司马乂 | 长沙厉王 司马乂 | 长沙厉王 司马乂 | 长沙厉王 司马乂 |  |  | 成都王 司马颖 | 成都王 司马颖 | 成都王 司马颖 | 成都王 司马颖 | 成都王 司马颖 | 成都王 司马颖 |  |  | 吴孝王 司马晏     | 吴孝王 司马晏     | 吴孝王 司马晏     | 吴孝王 司马晏     | 吴孝王 司马晏     | 吴孝王 司马晏     |  |  | 晋怀帝 司马炽 | 晋怀帝 司马炽 | 晋怀帝 司马炽 | 晋怀帝 司马炽 | 晋怀帝 司马炽 | 晋怀帝 司马炽 |  |  | 齐武闵王 司马冏 | 齐武闵王 司马冏 | 齐武闵王 司马冏 | 齐武闵王 司马冏 | 齐武闵王 司马冏 | 齐武闵王 司马冏 |  |  |                 |                 |                 |                 |                 |                 |  |  |                   |                   |                   |                   |                   |                   |  |  |  |  |  |  |  |  |  |  |  |  |  |  |  |  |  |  |  |  |  |  |  |  |  |  |  |  |  |  |  |  |  |  |  |  |
| 晋惠帝 司马衷 | 晋惠帝 司马衷 | 晋惠帝 司马衷 | 晋惠帝 司马衷 | 晋惠帝 司马衷 | 晋惠帝 司马衷 |  |  | 楚隐王 司马玮 | 楚隐王 司马玮 | 楚隐王 司马玮 | 楚隐王 司马玮 | 楚隐王 司马玮 | 楚隐王 司马玮 |  |  | 长沙厉王 司马乂 | 长沙厉王 司马乂 | 长沙厉王 司马乂 | 长沙厉王 司马乂 | 长沙厉王 司马乂 | 长沙厉王 司马乂 |  |  | 成都王 司马颖 | 成都王 司马颖 | 成都王 司马颖 | 成都王 司马颖 | 成都王 司马颖 | 成都王 司马颖 |  |  | 吴孝王 司马晏     | 吴孝王 司马晏     | 吴孝王 司马晏     | 吴孝王 司马晏     | 吴孝王 司马晏     | 吴孝王 司马晏     |  |  | 晋怀帝 司马炽 | 晋怀帝 司马炽 | 晋怀帝 司马炽 | 晋怀帝 司马炽 | 晋怀帝 司马炽 | 晋怀帝 司马炽 |  |  | 齐武闵王 司马冏 | 齐武闵王 司马冏 | 齐武闵王 司马冏 | 齐武闵王 司马冏 | 齐武闵王 司马冏 | 齐武闵王 司马冏 |  |  |                 |                 |                 |                 |                 |                 |  |  |                   |                   |                   |                   |                   |                   |  |  |  |  |  |  |  |  |  |  |  |  |  |  |  |  |  |  |  |  |  |  |  |  |  |  |  |  |  |  |  |  |  |  |  |  |
|               |               |               |               |               |               |  |  |               |               |               |               |               |               |  |  |                 |                 |                 |                 |                 |                 |  |  |               |               |               |               |               |               |  |  | 晋愍帝 司马邺     |                   |                   |                   |                   |                   |  |  |               |               |               |               |               |               |  |  |                 |                 |                 |                 |                 |                 |  |  |                 |                 |                 |                 |                 |                 |  |  |                   |                   |                   |                   |                   |                   |  |  |  |  |  |  |  |  |  |  |  |  |  |  |  |  |  |  |  |  |  |  |  |  |  |  |  |  |  |  |  |  |  |  |  |  |

### 引用
1. ↑  《三國志·魏書·武文世王公傳》：「魏氏王公，既徒有國土之名，而無社稷之實，又禁防壅隔，同於囹圄；位號靡定，大小歲易；骨肉之恩乖，常棣之義廢。為法之弊，一至於此乎！」裴注《袁子》曰：「魏興，承大亂之後，民人損減，不可則以古始。於是封建侯王，皆使寄地，空名而無其實。王國使有老兵百餘人，以衛其國。雖有王侯之號，而乃儕為匹夫。縣隔千里之外，無朝聘之儀，鄰國無會同之制。諸侯游獵不得過三十裏，又為設防輔監國之官以伺察之。王侯皆思為布衣而不能得。既違宗國籓屏之義，又虧親戚骨肉之恩。」
2. ↑  《三國志·魏書·武文世王公傳》裴松之註引《魏氏春秋》
3. ↑  《晋书·志第四·地理志》：“武帝泰始元年，封诸王以郡为国。邑二万户为大国，置上下中下三军，兵五千人；邑万户为次国，置上军下军，兵三千人；五千户为小国，置一军，兵千五百人。”
4. ↑  《晋书·志第四·地理志》：“公侯邑万户以上为大国，五千户以上为次国，不满五千户为小国。”
5. ↑  《晉書·武帝紀》：「泰始五年，東莞王伷鎮東大將軍、都督徐州諸軍事。」「泰始六年，以汝陰王駿為鎮西大將軍、都督雍涼二州諸軍事。」
6. ↑  《晉書·山濤傳》：「吳平之後，帝詔天下罷軍役，示海內大安，州郡悉去兵，大郡置武吏百人，小郡五十人。」
7. ↑  《晉書·司馬攸傳》：「詔議籓王令自選國內長吏，攸奏議曰；『昔聖王封建萬國，以親諸侯，軌跡相承，莫之能改。誠以君不世居，則人心偷幸；人無常主，則風俗偽薄。是以先帝深覽經遠之統，思複先哲之軌，分土畫疆，建爵五等，或以進德，或以酬功。伏惟陛下應期創業，樹建親戚，聽使籓國自除長吏。而今草創，制度初立，雖庸蜀順軌，吳猶未賓，宜俟清泰，乃議復古之制。』書比三上，輒報不許。」
8. ↑  《晉書·職官志》：「咸甯三年，衛將軍楊珧與中書監荀勖以齊王攸有時望，懼惠帝有後難，因追故司空裴秀立五等封建之旨，從容共陳時宜於武帝，以為『古者建侯，所以籓衛王室。今吳寇未殄，方岳任大，而諸王為帥，都督封國，既各不臣其統內，於事重非宜。又異姓諸將居邊，宜參以親戚，而諸王公皆在京都，非扞城之義，萬世之固』。帝初未之察，於是下詔議其制。有司奏，從諸王公更制戶邑，皆中尉領兵。其平原、汝南、琅邪、扶風、齊為大國，梁、趙、樂安、燕、安平、義陽為次國，其餘為小國，皆制所近縣益滿萬戶。又為郡公制度如小國王，亦中尉領兵。郡侯如不滿五千戶王，置一軍一千一百人，亦中尉領之。於時，唯特增魯公國戶邑，追進封故司空博陵公王沈為郡公，鉅平侯羊祜為南城郡侯。又南宮王承、隨王萬各於泰始中封為縣王，邑千戶，至是改正縣王增邑為三千戶。制度如郡侯，亦置一軍。自此非皇子不得為王，而諸王之支庶，皆皇家之近屬至親，亦各以土推恩受封。其大國次國始封王之支子為公，承封王之支子為侯，繼承封王之支子為伯。小國五千戶已上，始封王之支子為子，不滿五千戶始封王之支子及始封公侯之支子皆為男，非此皆不得封。其公之制度如五千戶國，侯之制度如不滿五千戶國，亦置一軍千人，中尉領之，伯子男以下各有差而不置軍。大國始封之孫罷下軍，曾孫又罷上軍，次國始封子孫亦罷下軍，其餘皆以一軍為常。大國中軍二千人，上下軍各千五百人，次國上軍二千人，下軍千人。其未之國者，大國置守土百人，次國八十人，小國六十人，郡侯縣公亦如小國制度。既行，所增徙各如本奏遣就國，而諸公皆戀京師，涕泣而去。及吳平後，齊王攸遂之國。」
9. ↑  《晉書·楊駿傳》：「及帝疾篤，未有顧命，佐命功臣，皆已沒矣，朝臣惶惑，計無所從。而駿盡斥群公，親侍左右。因輒改易公卿，樹其心腹。會帝小間，見所用者非，乃正色謂駿曰：『何得便爾！』乃詔中書，以汝南王亮與駿夾輔王室。駿恐失權寵，從中書借詔觀之，得便藏匿。中書監華廙恐懼，自往索之，終不肯與。信宿之間，上疾遂篤，後乃奏帝以駿輔政，帝頷之。便召中書監華暠廙、令何劭，口宣帝旨使作遺詔，曰：『昔伊望作佐，勳垂不朽；周霍拜命，名冠往代。侍中、車騎將軍、行太子太保，領前將軍楊駿，經德履吉，鑒識明遠，毗翼二宮，忠肅茂著，宜正位上臺，擬跡阿衡。其以駿為太尉、太子太傅、假節、都督中外諸軍事，侍中、錄尚書、領前將軍如故。置參軍六人、步兵三千人、騎千人，移止前衛將軍珧故府。若止宿殿中宜有翼衛，其差左右衛三部司馬各二十人、殿中都尉司馬十人給駿，令得持兵仗出入。』詔成，後對廙、劭以呈帝，帝親視而無言。自是二日而崩」
10. ↑  《晉書·司馬亮傳》：「帝崩，亮懼駿疑己，辭疾不入，於大司馬門外敘哀而已，表求過葬。駿欲討亮，亮知之，問計於廷尉何勖。勖曰：『今朝廷皆歸心於公，公何不討人而懼為人所討！』或說亮率所領入廢駿，亮不能用，夜馳赴許昌，故得免。」
11. ↑  《晉書·楊駿傳》：「惠帝即位，進駿為太傅、大都督、假黃鉞，錄朝政，百官總己。慮左右間己，乃以其甥段廣、張劭為近侍之職。凡有詔命，帝省訖，入呈太后，然後乃出。駿知賈後情性難制，甚畏憚之。又多樹親黨，皆領禁兵。於是公室怨望，天下憤然矣。駿弟珧、濟並有俊才，數相諫止，駿不能用，因廢於家。」
12. ↑  《晉書·楊駿傳》：「殿中中郎孟觀、李肇，素不為駿所禮，陰構駿將圖社稷。賈後欲預政事，而憚駿未得逞其所欲，又不肯以婦道事皇太后。黃門董猛，始自帝之為太子即為寺人監，在東宮給事於賈後。後密通消息於猛，謀廢太后。猛乃與肇、觀潛相結托。賈後又令肇報大司馬、汝南王亮，使連兵討駿。亮曰：『駿之兇暴，死亡無日，不足憂也。』肇報楚王瑋，瑋然之。於是求入朝，駿素憚瑋，先欲召入，防其為變，因遂聽之。及瑋至，觀、肇乃啟帝，夜作詔，中外戒嚴，遣使奉詔廢駿，以侯就第。東安公繇率殿中四百人隨其後以討駿。」《資治通鑑·卷八十二》：「三月，辛卯，孟观、李肇启帝，夜作诏，诬骏谋反，中外戒严，遣使奉诏废骏，以侯就第。」
13. ↑  《晉書·楊駿傳》：「時駿居曹爽故府，在武庫南，聞內有變，召眾官議之。太傅主簿朱振說駿曰：『今內有變，其趣可知，必是閹豎為賈後設謀，不利於公。宜燒雲龍門以示威，索造事都首，開萬春門，引東宮及外營兵，公自擁翼皇太子，入宮取奸人。殿內震懼，必斬送之，可以免難。』駿素怯懦，不決，乃曰：『魏明帝造此大功，奈何燒之！』侍中傅祗夜白駿，請與武茂俱入雲龍門觀察事勢。祗因謂群僚『宮中不宜空』，便起揖，於是皆走。」
14. ↑  《晉書·楊駿傳》：「尋而殿中兵出，燒駿府，又令弩士於閣上臨駿府而射之，駿兵皆不得出。駿逃於馬廄，以戟殺之。觀等受賈後密旨，誅駿親黨，皆夷三族，死者數千人。又令李肇焚駿家私書，賈後不欲令武帝顧命手詔聞於四海也。」
15. ↑  三月辛卯，誅太傅楊駿，駿弟衛將軍珧，太子太保濟，中護軍張劭，散騎常侍段廣、楊邈。左將軍劉預，河同尹李斌，中書令符俊，東夷校尉文淑，尚書武茂，皆夷三族。壬辰，大赦，改元。賈后矯詔廢皇太后爲庶人，徙於金墉城，
16. ↑  《晉書·后妃傳上》：「初，太后尚有侍御十餘人，賈后奪之，絕膳而崩」
17. ↑  《晉書·惠帝紀》：「二年春二月己酉，賈后弒皇太后於金墉城。」
18. ↑  《晉書·惠帝紀》：「壬寅，徵大司馬、汝南王亮爲太宰，與太保衛瓘輔政。」
19. ↑  《晉書·衞瓘傳》：「亮奏遣諸王還藩，與朝臣廷議，無敢應者，唯瓘贊其事，楚王瑋由是憾焉。」
20. ↑  《晉書·司馬瑋傳》：「楊駿之誅也，瑋屯司馬門。瑋少年果銳，多立威刑，朝廷忌之。汝南王亮、太保衛瓘以瑋性很戾，不可大任，建議使與諸王之國，瑋甚忿之。」
21. ↑  《晉書·司馬亮傳》：「瑋甚憾，乃承賈后旨，誣亮與瓘有廢立之謀，矯詔遣其長史公孫宏與積弩將軍李肇夜以兵圍之。帳下督李龍白外有變，請距之，亮不聽。俄然楚兵登牆而呼，亮驚曰：『吾無二心，何至於是！若有詔書，其可見乎？』宏等不許，促兵攻之。長史劉准謂亮曰：『觀此必是奸謀，府中俊乂如林，猶可盡力距戰。』又弗聽，遂為肇所執，而歎曰：『我之忠心，可破示天下也，如何無道，枉殺不辜！』是時大熱，兵人坐亮於車下，時人憐之，為之交扇。將及日中，無敢害者。瑋出令曰：『能斬亮者，賞布千匹。』遂為亂兵所害，投於北門之壁，鬢髮耳鼻皆悉毀焉。」
22. ↑  《晉書·武十三王·司馬遐傳》：「及楚王瑋之舉兵也，使遐收衛瓘，而瓘故吏榮晦遂盡殺瓘子孫，遐不能禁，為世所尤。」
23. ↑  《晉書·楚王瑋傳》：「岐盛說瑋，可因兵勢誅賈模、郭彰，匡正王室，以安天下。瑋猶豫未決。會天明，帝用張華計，遣殿中將軍王宮齎騶虞幡麾眾曰：『楚王矯詔。』眾皆釋杖而走。瑋左右無複一人，窘迫不知所為，惟一奴年十四，駕牛車將赴秦王柬。帝遣謁者詔瑋還營，執之於武賁署，遂下廷尉。詔以瑋矯制害二公父子，又欲誅滅朝臣，謀圖不軌，遂斬之，時年二十一。」
24. ↑  《晉書·張華傳》：「華白帝以『瑋矯詔擅害二公，將士倉卒，謂是國家意，故從之耳。今可遣騶虞幡使外軍解嚴，理必風靡。』上從之，瑋兵果敗。」
25. ↑  《晉書·賈充傳》：「及賈后專朝，（郭）彰豫參權勢，物情歸附，賓客盈門。世人稱為『賈郭』，謂謐及彰也。」
26. ↑  《晉書·賈充傳》：「（賈）謐好學，有才思。既為充嗣，繼佐命之後，又賈後專恣，謐權過人主，至乃鎖系黃門侍郎，其為威福如此。負其驕寵，奢侈逾度，室宇崇僭，器服珍麗，歌僮舞女，選極一時。開閣延賓。海內輻湊，貴游豪戚及浮競之徙，莫不盡禮事之。」
27. ↑  《晉書·張華傳》：「賈謐與后共謀，以華庶族，儒雅有籌略，進無逼上之嫌，退為眾望所依，欲倚以朝綱，訪以政事。疑而未決，以問裴頠，頠素重華，深贊其事。華遂盡忠匡輔，彌縫補闕，雖當暗主虐後之朝，而海內晏然，華之功也。」
28. ↑  《晉書·后妃傳上》：「初，後詐有身，內稿物為產具，遂取妹夫韓壽子慰祖養之，托諒闇所生，故弗顯。遂謀廢太子，以所養代立。時洛中謠曰：『南風烈烈吹黃沙，遙望魯國鬱嵯峨，前至三月滅汝家。』後母廣城君以后無子，甚敬重湣懷，每勸厲後，使加慈愛。賈謐恃貴驕縱，不能推崇太子，廣城君恆切責之，及廣城君病篤，占術謂不宜封廣城，乃改封宜城。後出侍疾十餘日，太子常往宜城第，將醫出入，恂恂盡禮。宜城臨終執后手，令盡意於太子，言甚切至。」
29. ↑  《晉書·愍懷太子傳》：「初，賈后母郭槐欲以韓壽女為太子妃，太子亦欲婚韓氏以自固。而壽妻賈午及后皆不聽，而為太子聘王衍小女惠風。太子聞衍長女美，而賈后為謐聘之，心不能平，頗以為言。謐嘗與太子圍棋，爭道，成都王穎見而訶謐，謐意愈不平，因此譖太子於后曰：『太子廣買田業，多畜私財以結小人者，為賈氏故也。密聞其言云：「皇后萬歲後，吾當魚肉之。」非但如是也，若宮車晏駕，彼居大位，依楊氏故事，誅臣等而廢後於金墉，如反手耳。不如早為之所，更立慈順者以自防衛。』後納其言，又宣揚太子之短，布諸遠近。於時朝野咸知賈後有害太子意。中護軍趙俊請太子廢后，太子不聽。」
30. ↑  《晉書·司馬倫傳》：「愍懷太子廢，使倫領右軍將軍。時左衛司馬督司馬雅及常從督許超，並嘗給事東宮，二人傷太子無罪，與殿中中郎士猗等謀廢賈后，複太子，以華、頠不可移，難與圖權，倫執兵之要，性貪冒，可假以濟事，乃說倫嬖人孫秀曰：『中宮凶妒無道，與賈謐等共廢太子。今國無嫡嗣，社稷將危，大臣將起大事。而公名奉事中宮，與賈、郭親善，太子之廢，皆雲豫知，一朝事起，禍必相及。何不先謀之乎？』秀許諾，言於倫，倫納焉。遂告通事令史張林及省事張衡、殿中侍御史殷渾、右衛司馬督路始，使為內應。事將起，而秀知太子聰明，若還東宮，將與賢人圖政，量己必不得志，乃更說倫曰：『太子為人剛猛，不可私請。明公素事賈后，時議皆以公為賈氏之黨。今雖欲建大功於太子，太子含宿怒，必不加賞於明公矣。當謂逼百姓之望，翻覆以免罪耳。此乃所以速禍也。今且緩其事，賈后必害太子，然後廢後，為太子報仇，亦足以立功，豈徒免禍而已。」倫從之。秀乃微泄其謀，使謐黨頗聞之。倫、秀因勸謐等早害太子，以絕眾望。』」
31. ↑  《晉書·愍懷太子傳》：「太子既廢非其罪，眾情憤怨。右衛督司馬雅，宗室之疏屬也，與常從督許超並有寵於太子，二人深傷之，說趙王倫謀臣孫秀曰：『國無適嗣，社稷將危，大臣之禍必起。而公奉事中宮，與賈后親密，太子之廢，皆雲豫知，一旦事起，禍必及矣。何不先謀之！』秀言於趙王倫，倫深納焉。計既定，而秀說倫曰：『太子為人剛猛，若得志之日，必肆其情性矣。明公素事賈後，街談巷議，皆以公為賈氏之黨。今雖欲建大功於太子，太子雖將含忍宿忿，必不能加賞於公，當謂公逼百姓之望，翻覆以免罪耳。若有瑕釁，猶不免誅。不若遷延卻期，賈後必害太子，然後廢賈後，為太子報仇，猶足以為功，乃可以得志。』倫然之。秀因使反間，言殿中人慾廢賈后，迎太子。賈后聞之憂怖，乃使太醫令程據合巴豆杏子丸。三月，矯詔使黃門孫慮齋至許昌以害太子。初，太子恐見鴆，恆自煮食於前。慮以告劉振，振乃徙太子於小坊中，絕不與食，宮中猶於牆壁上過食與太子。慮乃逼太子以藥，太子不肯服，因如廁，慮以藥杵椎殺之，太子大呼，聲聞於外。時年二十三。」
32. ↑  《晉書·司馬倫傳》：「太子既遇害，倫、秀之謀益甚，而超、雅懼後難，欲悔其謀，乃辭疾。秀複告右衛佽飛督閭和，和從之，期四月三日丙夜一籌，以鼓聲為應。至期，乃矯詔敕三部司馬曰：『中宮與賈謐等殺吾太子，今使車騎入廢中宮。汝等皆當從命，賜爵關中侯。不從，誅三族。』於是眾皆從之。倫又矯詔開門夜入，陳兵道南，遣翊軍校尉、齊王冏將三部司馬百人，排閣而入。華林令駱休為內應，迎帝幸東堂。遂廢賈后為庶人，幽之於建始殿。收吳太妃、趙粲及韓壽妻賈午等，付暴室考竟。詔尚書以廢後事，仍收捕賈謐等，召中書監、侍中、黃門侍郎、八坐，皆夜入殿，執張華、裴頠、解結、杜斌等，於殿前殺之。尚書始疑詔有詐，郎師景露版奏請手詔。倫等以為沮眾，斬之以徇。明日，倫坐端門，屯兵北向，遣尚書和郁持節送賈庶人於金墉。誅趙粲叔父中護軍趙浚及散騎侍郎韓豫等，內外群官多所黜免。倫尋矯詔自為使持節、大都督、督中外諸軍事、相國，侍中、王如故，一依宣、文輔魏故事，置左右長史、司馬、從事中郎四人、參軍十人，掾屬二十人、兵萬人。以其世子散騎常侍荂領冗從僕射；子馥前將軍，封濟陽王；虔黃門郎，封汝陰王；羽散騎侍郎，封霸城侯。孫秀等封皆大郡，並據兵權，文武官封侯者數千人，百官總己聽於倫。」
33. ↑  《晉書·司馬倫傳》：「倫素庸下，無智策，複受制於秀，秀之威權振於朝廷，天下皆事秀而無求於倫。秀起自琅邪小史，累官於趙國，以諂媚自達。既執機衡，遂恣其奸謀，多殺忠良，以逞私慾。司隸從事游顥與殷渾有隙，渾誘顥奴晉興，偽告顥有異志。秀不詳察，即收顥及襄陽中正李邁，殺之，厚待晉興，以為己部曲督。前衛尉石崇、黃門郎潘嶽皆與秀有嫌，並見誅。於是京邑君子不樂其生矣。」
34. ↑  《晉書·武十三王·淮南王允傳》：「倫既有篡逆志，允陰知之，稱疾不朝，密養死士，潛謀誅倫。倫甚憚之，轉為太尉，外示優崇，實奪其兵也。允稱疾不拜。倫遣禦史逼允，收官屬以下，劾乙太逆。允恚，視詔，乃孫秀手書也。大怒，便收禦史，將斬之，禦史走而獲免，斬其令史二人。厲色謂左右曰：『趙王欲破我家！』遂率國兵及帳下七百人直出，大呼曰：『趙王反，我將攻之，佐淮南王者左袒。』於是歸之者甚眾。允將赴宮，尚書左丞輿閉東掖門，允不得人，遂圍相府。允所將兵，皆淮南奇才劍客也。與戰，頻敗之，倫兵死者千餘人。太子左率陳徽勒東宮兵鼓噪於內以應，允結陳於承華門前，弓弩齊發，射倫，飛矢雨下。主書司馬畦秘以身蔽倫，箭中其背而死。倫官屬皆隱樹而立，每樹輒中數百箭，自辰至未。徽兄淮時為中書令，遣麾騶虞以解鬥。倫子虔為侍中，在門下省，密要壯士，約以富貴。於是遣司馬督護伏胤領騎四百從宮中出，舉空版，詐言有詔助淮南王允。允不之覺，開陳納之，下車受詔，為胤所害，時年二十九。初，倫兵敗，皆相傳：『已擒倫矣。』百姓大悅。既而聞允死，莫不歎息。允三子皆被害，坐允夷滅者數千人。」
35. ↑  《晉書·齊王冏傳》：「趙王倫密與相結，廢賈后，以功轉遊擊將軍。冏以位不滿意，有恨色。孫秀微覺之，且憚其在內，出為平東將軍、假節，鎮許昌。」
36. ↑  《晉書·盧志傳》：「齊王冏起義，遣使告穎。穎召志計事，志曰：『趙王無道，肆行篡逆，四海人神，莫不憤怒。今殿下總率三軍，應期電發，子來之眾，不召自至。掃夷凶逆，必有征無戰。然兵事至重，聖人所慎。宜旌賢任才，以收時望。』穎深然之，改選上佐，高辟掾屬，以志為諮議參軍，仍補左長史，專掌文翰。」
37. ↑  《晉書·成都王穎傳》：「及齊王冏舉義，穎發兵應冏，以鄴令盧志為左長史，頓丘太守鄭琰為右長史，黃門郎程牧為左司馬，陽平太守和演為右司馬。使兗州刺史王彥，冀州刺史李毅，督護趙驤、石超等為前鋒。羽檄所及，莫不回應。至朝歌，眾二十余萬。」
38. ↑  《晉書·長沙王乂傳》：「三王之舉義也，乂率國兵應之，過趙國，房子令距守，乂殺之，進軍為成都後系。」
39. ↑  《晉書·宣五王·新野王歆傳》：「齊王冏舉義兵，移檄天下，歆未知所從。嬖人王綏曰：『趙親而強，齊疏而弱，公宜從趙。』參軍孫洵大言於眾曰：『趙王凶逆，天下當共討之，大義滅親，古之明典。』歆從之。乃使洵詣冏，冏迎執其手曰：『使我得成大節者，新野公也。』」
40. ↑  《晉書·趙王倫傳》：「及三王起兵討倫檄至，倫、秀始大懼，遣其中堅孫輔為上軍將軍，積弩李嚴為折沖將軍，率兵七千自延壽關出，征虜張泓、左軍蔡璜、前軍閭和等率九千人自堮阪關出，鎮軍司馬雅、揚威莫原等率八千人自成皋關出。」
41. ↑  《晉書·惠帝紀》：「孫會、士猗、許超出黃橋以距潁。」
42. ↑  《晉書·趙王倫傳》：「而泓、雅等連戰雖勝，義軍散而輒合，雅等不得前。許超等與成都王穎軍戰于黃橋，殺傷萬餘人。泓徑造陽翟，又于城南破齊王冏輜重，殺數千人，遂據城保邸閣。而冏軍已在潁陰，去陽翟四十裏。冏分軍渡潁，攻泓等不利。泓乘勝至於潁上，夜臨潁而陣。冏縱輕兵擊之，諸軍不動，而孫輔、徐建軍夜亂，徑歸洛自首。輔、建之走也，不知諸軍督尚存，乃云：『齊王兵盛，不可當，泓等已沒。』倫大震，秘之，而召虔及超還。會泓敗冏露布至，倫大喜，及複遣超，而虔還已至庾倉。超還濟河，將士疑阻，銳氣內挫。泓等悉其諸軍濟潁，進攻冏營，冏出兵擊其別率孫髦、司馬譚、孫輔，皆破之，士卒散歸洛陽，泓等收眾還營。」
43. ↑  《晉書·成都王穎傳》：「趙驤至黃橋，為倫將士猗、許超所敗，死者八千余人，士眾震駭。穎欲退保朝歌，用盧志、王彥策，又使趙驤率眾八萬，與王彥俱進。倫複遣孫會、劉琨等率三萬人，與猗、超合兵距驤等，精甲耀日，鐵騎前驅。猗既戰勝，有輕驤之心。未及溫十餘裏，複大戰，猗等奔潰。穎遂過河，乘勝長驅。」
44. ↑  《晉書·趙王倫傳》：「自義兵之起，百官將士咸欲誅倫、秀以謝天下。秀知眾怒難犯，不敢出省。及聞河北軍悉敗，憂懣不知所為。義陽王威勸秀至尚書省與八坐議征戰之備，秀從之。使京城四品以下子弟年十五以上，皆詣司隸，從倫出戰。內外諸軍悉欲劫殺秀，威懼，自崇禮闥走還下舍。許超、士猗、孫會等軍既並還，乃與秀謀，或欲收余卒出戰，或欲焚燒宮室，誅殺不附己者，挾倫南就孫旂、孟觀等，或欲乘船東走入海，許未決。王輿反之，率營兵七百余人自南掖門入，敕宮中兵各守衛諸門，三部司馬為應於內。輿自往攻秀，秀閉中書南門。輿放兵登牆燒屋，秀及超、猗遽走出，左衛將軍趙泉斬秀等以徇。收孫奇于右衛營，付廷尉誅之。執前將軍謝惔、黃門令駱休、司馬督王潛，皆於殿中斬之。三部司馬兵於宣化闥中斬孫弼以徇，時司馬馥在秀坐，輿使將士囚之於散騎省，以大戟守省閣。八坐皆入殿中，坐東除樹下。王輿屯雲龍門，使倫為詔曰：『吾為孫秀等所誤，以怒三王。今已誅秀，其迎太上復位，吾歸老于農畝。』傳詔以騶虞幡敕將士解兵。文武官皆奔走，莫敢有居者。黃門將倫自華林東門出，及荂皆還汶陽裏第。於是以甲士數千迎天子于金墉，百姓咸稱萬歲。帝自端門入，升殿，禦廣室，送倫及荂等付金墉城。」
45. ↑  《晉書·趙王倫傳》：「梁王肜表倫父子凶逆，宜伏誅。百官會議於朝堂，皆如肜表。遣尚書袁敞持節賜倫死，飲以金屑苦酒。倫慚，以巾覆面，曰：「孫秀誤我！孫秀誤我！」於是收荂、馥、虔、詡付廷尉獄，考竟。馥臨死謂虔曰：「坐爾破家也！」百官是倫所用者，皆斥免之，台省府衛僅有存者，自兵興六十余日，戰所殺害僅十萬人。」
46. ↑  《晉書·河間王顒傳》：「義兵至潼關，而倫、秀已誅，天子反正，含、方各率眾還。」
47. ↑  《晉書·盧志傳》:「及倫敗，志勸穎曰：『齊王眾號百萬，與張泓等相持不能決，大王逕得濟河，此之大勳，莫之與比，而齊王今當與大王共輔朝政。志聞兩雄不俱處，功名不並立，今宜因太妃微疾，求還定省，推崇齊王，徐結四海之心，此計之上也。』穎納之，遂以母疾還籓，委重於冏。由是穎獲四海之譽，天下歸心。」
48. ↑  《晉書·成都王穎傳》：「冏始率眾入洛，自以首建大謀，遂擅威權。穎營於太學，及入朝，天子親勞焉。穎拜謝曰：『此大司馬臣冏之勳，臣無豫焉。』見訖，即辭出，不復還營，便謁太廟，出自東陽城門，遂歸鄴。遣信與冏別，冏大驚，馳出送穎，至七裏澗及之。穎住車言別，流涕，不及時事，惟乙太妃疾苦形于顏色，百姓觀者莫不傾心。」
49. ↑  《晉書·長沙王乂傳》：「瑋既誅，乂以同母，貶為常山王，之國。」
50. ↑  《晉書·惠帝紀》：「（永寧元年）秋七月甲午，立吳王晏子國爲漢王，復封常山王乂爲長沙王
51. ↑  《晉書·李含傳》：「時商參齊王冏軍事，而夏侯奭兄在冏府，稱奭立義，被西籓枉害。含心不自安。冏右司馬趙驤又與含有隙，冏將閱武，含懼驤因兵討之，乃單馬出奔於顒，矯稱受密詔。顒即夜見之，乃說顒曰：「成都王至親，有大功，還籓，甚得眾心。齊王越親而專執威權，朝廷側目。今檄長沙王令討齊，使先聞于齊，齊必誅長沙，因傳檄以加齊罪，則冏可擒也。既去齊，立成都，除逼建親，以安社稷，大勳也。」顒從之，遂表請討冏，拜含為都督，統張方等率諸軍以向洛陽。含屯陰盤，而長沙王乂誅冏，含等旋師。」
52. ↑  《晉書·齊王冏傳》：「顒表既至，冏大懼，會百僚曰：『昔孫秀作逆，篡逼帝王，社稷傾覆，莫能禦難。孤糾合義眾，掃除元惡，臣子之節，信著神明。二王今日聽信讒言，造構大難，當賴忠謀以和不協耳。』司徒王戎、司空東海王越說冏委權崇讓。冏從事中郎葛旟怒曰：『趙庶人聽任孫秀，移天易日，當時喋喋，莫敢先唱。公蒙犯矢石，躬貫甲胄，攻圍陷陣，得濟今日。計功行封，事殷未遍。三台納言，不恤王事，賞報稽緩，責不在府。讒言僭逆，當共誅討，虛承偽書，令公就第。漢、魏以來，王侯就第甯有得保妻子者乎！議者可斬。』於是百官震悚，無不失色。長沙王乂徑入宮，發兵攻冏府。冏遣董艾陳兵宮西。乂又遣宋洪等放火燒諸觀閣及千秋、神武門。冏令黃門令王湖悉盜騶虞幡，唱云：『長沙王矯詔。』乂又稱：『大司馬謀反，助者誅五族。』是夕，城內大戰，飛矢雨集，火光屬天。帝幸上東門，矢集御前。群臣救火，死者相枕。明日，冏敗，乂擒冏至殿前，帝惻然，欲活之。乂叱左右促牽出，冏猶再顧，遂斬於閶闔門外，徇首六軍。諸黨屬皆夷三族。幽其子淮陵王超、樂安王冰、濟陽王英于金墉。暴冏屍於西明亭，三日而莫敢收斂。冏故掾屬荀闓等表乞殯葬，許之。」
53. ↑  《晉書·長沙王乂傳》：「及河間王顒將誅冏，傳檄以乂為內主。冏遣其將董艾襲乂，乂將左右百餘人，手斫車幰，露乘馳赴宮，閉諸門，奉天子與冏相攻，起火燒冏府，連戰三日，冏敗，斬之，並誅諸黨與二千餘人。」
54. ↑  《晉書·河間王顒傳》：「及冏敗，顒以含為河南尹，使與馮蓀、卞粹等潛圖害乂。商知含前矯妄及與顒陰謀，具以告乂。乂乃誅含等。」
55. ↑  《晉書·成都王穎傳》：「及冏敗，穎懸執朝政，事無巨細，皆就鄴諮之。……穎方恣其欲，而憚長沙王乂在內，遂與河間王顒表請誅後父羊玄之、左將軍皇甫商等，檄乂使就第。」
56. ↑  《晉書·河間王顒傳》：「顒聞含死，即起兵以討商為名，使張方為都督，領精卒七萬向洛。方攻商，商距戰而潰，方遂進攻西明門。乂率中軍左右衛擊之，方眾大敗，死者五千餘人。方初於駃水橋西為營，於是築壘數重，外引廩穀，以足軍資。乂複從天子出攻方，戰輒不利。」
57. ↑  《晉書·長沙王乂傳》：「戰久糧乏，城中大饑，雖曰疲弊，將士同心，皆願效死。而乂奉上之禮未有虧失，張方以為未可克，欲還長安。而東海王越慮事不濟，潛與殿中將收乂送金墉城。……殿中左右恨乂功垂成而，敗謀劫出之，更以距穎。越難作，欲遂誅乂。黃門郎潘滔勸越密告張方，方遣部將郅輔勒兵三千，就金墉收乂，至營，炙而殺之。」
58. ↑  《晉書·惠帝紀》：「穎遣從事中郎成夔等以兵五萬屯十二城門，殿中宿所忌者，潁皆殺之，以三部兵代宿衛。」
59. ↑  《晉書·成都王穎傳》：「後張昌擾亂荊土，穎拜表南征，所在響赴。既恃功驕奢，百度弛廢，甚於冏時。……穎既入京師，複旋鎮於鄴，增封二十郡，拜丞相。河間王顒表穎宜為儲副，遂廢太子覃，立穎為皇太弟，丞相如故，制度一依魏武故事，乘輿服御皆遷於鄴。表罷宿衛兵屬相府，更以王官宿衛。僭侈日甚，有無君之心，委任孟玖等，大失眾望。」
60. ↑  《晉書·成都王穎傳》：「永興初，左衛將軍陳眕，殿中中郎褾苞、成輔及長沙故將上官巳等，奉大駕討穎，馳檄四方，赴者雲集。軍次安陽，眾十餘萬，鄴中震懼。穎欲走，其掾步熊有道術，曰：『勿動！南軍必敗。』穎會其眾問計，東安王繇乃曰：「天子親征，宜罷甲，縞素出迎請罪。」司馬王混、參軍崔曠勸穎距戰，穎從之，乃遣奮武將軍石超率眾五萬，次於蕩陰。陳眕二弟匡、規自鄴赴王師，雲：『鄴中皆已離散。』由是不甚設備。超眾奄至，王師敗績，矢及乘輿，侍中嵇紹死於帝側，左右皆奔散，乃棄天子於槁中。超遂奉帝幸鄴。穎改元建武，害東安王繇，署置百官，殺生自己，立郊於鄴南。」
61. ↑  《晉書·惠帝紀》：「秋七月丙申朔，右衛將軍陳眕以詔召百僚入殿中，因勒兵討成都王穎。戊戌，大赦，復皇后羊氏及皇太子覃。己亥，司徒王戎、東海王越、高密王簡、平昌公模、吳王晏、豫章王熾、襄陽王範、右僕射荀籓等奉帝北征，至安陽，衆十餘萬，穎遣其將石超距戰。己未，六軍敗績於蕩陰，矢及乘輿，百官分散，侍中嵇紹死之。帝傷頰，中三矢，亡六璽。帝遂幸超軍，餒甚，超進水，左右奉秋桃。超遣弟熙奉帝之鄴，穎帥羣官迎謁道左。帝下輿涕泣，其夕幸於穎軍。穎府有九錫之儀，陳留王送貂蟬文衣鶡尾，明日，乃備法駕幸於鄴，唯豫章王熾、司徒王戎、僕射荀籓從。庚申，大赦，改元爲建武。」
62. ↑  《晉書·王浚傳》：「及趙王倫篡位，三王起義兵，浚擁眾挾兩端，遏絕檄書，使其境內士庶不得赴義，成都王穎欲討之而未暇也。倫誅，進號安北將軍。及河間王顒、成都王穎興兵內向，害長沙王乂，而浚有不平之心。穎表請幽州刺史石堪為右司馬，以右司馬和演代堪，密使演殺浚，並其眾。演與烏丸單于審登謀之，於是與浚期游薊城南清泉水上。薊城內西行有二道，演浚各從一道。演與浚欲合鹵簿，因而圖之。值天暴雨，兵器沾濕，不果而還。單于由是與其種人謀曰：『演圖殺浚，事垂克而天卒雨，使不得果，是天助浚也。違天不祥，我不可久與演同。』乃以謀告浚。浚密嚴兵，與單于圍演。演持白幡詣浚降，遂斬之，自領幽州。大營器械，召務勿塵，率胡晉合二萬人，進軍討穎。以主溥祁弘為前鋒，遇穎將石超於平棘，擊敗之。浚乘勝遂克鄴城，士眾暴掠，死者甚多。鮮卑大略婦女，浚命敢有挾藏者斬，於是沉於易水者八千人。黔庶荼毒，自此始也。」
63. ↑  《晉書·成都王穎傳》：「安北將軍王浚、甯北將軍東嬴公騰殺穎所置幽州刺史和演，穎征浚，浚屯冀州不進，與騰及烏丸、羯朱襲穎。候騎至鄴，穎遣幽州刺史王斌及石超、李毅等距浚，為羯朱等所敗。鄴中大震，百僚奔走，士卒分散。穎懼，將帳下數十騎，擁天子，與中書監盧志單車而走，五日至洛。羯朱追至朝歌，不及而還。河間王顒遣張方率甲卒二萬救穎，至洛，方乃挾帝，擁穎及豫章王並高光、慮志等歸於長安。顒廢穎歸籓，以豫章王為皇太弟。」
64. ↑  《晉書·張方傳》：「方在洛既久，兵士暴掠，發哀獻皇女墓。軍人喧喧，無複留意，議欲西遷，尚匿其跡，欲須天子出，因劫移都。乃請帝謁廟，帝不許。方遂悉引兵入殿迎帝，帝見兵至，避之於竹林中，軍人引帝出，方於馬上稽首曰：『胡賊縱逸，宿衛單少，陛下今日幸臣壘，臣當捍禦寇難，致死無二。』於是軍人便亂入宮閣，爭割流蘇武帳而為馬帴。」
65. ↑  《晉書·東海王越傳》：「帝西幸，以越為太傅，與太宰顒夾輔朝政，讓不受。東海中尉劉洽勸越發兵以備穎，越以洽為左司馬，尚書曹馥為軍司。既起兵，楙懼，乃以州與越。越以司空領徐州都督，以楙領兗州刺史。越三弟並據方任征伐，輒選刺史守相，朝士多赴越。而河間王顒挾天子，發詔罷越等，皆令就國。越唱義奉迎大駕，還復舊都，率甲卒三萬，西次蕭縣。」
66. ↑  《晉書·宗室·范陽王虓傳》：「會惠帝西遷，虓與從兄平昌公模、長史馮嵩等刑白馬歃血而盟，推東海王越為盟主。」
67. ↑  《晉書·張方傳》：「及東海王越等起兵于山東，乃遣方率步騎十萬往討之。」
68. ↑  《晉書·劉喬傳》：「惠帝西幸長安，喬與諸州郡舉兵迎大駕。東海王越承制轉喬安北將軍、冀州刺史，以范陽王虓領豫州刺史。喬以虓非天子命，不受代，發兵距之。潁川太守劉輿昵于虓，喬上尚書列輿罪惡。河間王顒得喬所上，乃宣詔使鎮南將軍劉弘、征東大將軍劉准、平南將軍彭城王釋與喬並力攻虓於許昌。輿弟琨率眾救虓，未至而虓敗，虓乃與琨俱奔河北。」
69. ↑  《晉書·宗室·東平王楙傳》：「楙慮兗州刺史苟晞不避己，乃給虔兵，使稱詔誅晞。晞時已避位，楙在州徵求不已，郡縣不堪命。范陽王虓遣晞還兗州，徙楙都督青州諸軍事。楙不受命，背山東諸侯，與豫州刺史劉喬相結。」
70. ↑  《晉書·成都王穎傳》：「穎至洛，而東海王越率眾迎大駕，所在鋒起。穎以北方盛強，懼不可進，自洛陽奔關中。值大駕還洛，穎自華陰趨武關，出新野。帝詔鎮南將軍劉弘、南中郎將劉陶收捕穎，於是棄母妻，單車與二子廬江王普、中都王廓渡河赴朝歌，收合故將士數百人，欲就公師籓。頓丘太守馮嵩執穎及普、廓送鄴，范陽王虓幽之，而無他意。屬虓暴薨，虓長史劉輿見穎為鄴都所服，慮為後患，秘不發喪，偽令人為台使，稱詔夜賜穎死。」
71. ↑  《晉書·河間王顒》：「方屯兵霸上，而劉喬為虓等所破。顒聞喬敗，大懼，將罷兵，恐方不從，遲疑未決。初，方從山東來，甚微賤，長安富人郅輔厚相供給。及貴，以輔為帳下督，甚昵之。顒參軍畢垣，河間冠族，為方所侮，忿而說顒曰：『張方久屯霸上，聞山東賊盛，盤桓不進，宜防其未萌。其親信郅輔具知其謀矣。』而繆播等先亦構之，顒因使召輔，垣迎說輔曰：『張方欲反，人謂卿知之。王若問卿，何辭以對？』輔驚曰：『實不聞方反，為之若何？』垣曰：『王若問卿，但言爾爾。不然，必不免禍。』輔既入，顒問之曰：『張方反，卿知之乎？』輔曰：『爾。』顒曰：『遣卿取之可乎？』又曰：『爾。』顒於是使輔送書于方，因令殺之。輔既昵于方，持刀而入，守閣者不疑，因火下發函，便斬方頭。顒以輔為安定太守。初繆播等議斬方，送首與越，冀東軍可罷。及聞方死，更爭入關，顒頗恨之，又使人殺輔。」
72. ↑  《晉書·劉喬傳》：「東海王越移檄天下，帥甲士三萬，將入關迎大駕，軍次於蕭，喬懼，遣子祐距越于蕭縣之靈壁。劉琨分兵向許昌，許昌人納之。琨自滎陽率兵迎越，遇祐，眾潰見殺。喬眾遂散，與五百騎奔平氏。」
73. ↑  《資治通鑑·卷八十六》
74. ↑  《晉書·河間王傳顒》：「東軍入長安，大駕旋，以太弟太保梁柳為鎮西將軍，守關中。馬瞻等出詣柳，因共殺柳於城內。瞻等與始平太守梁邁合從，迎顒于南山。顒初不肯入府，長安令蘇眾、記室督朱永勸顒表稱柳病卒，輒知方事。弘農太守裴暠、秦國內史賈龕、安定太守賈疋等起義討顒，斬馬瞻、梁邁等。東海王越遣督護麋晃率國兵伐顒。至鄭，顒將牽秀距晃，晃斬秀，並其二子。義軍據有關中，顒保城而已。」
75. ↑  《晉書·食貨志》：「及惠帝之後，政教陵夷，至於永嘉，喪亂彌甚。雍州以東，人多饑乏，更相鬻賣，奔迸流移，不可勝數。幽、並、司、冀、秦、雍六州大蝗，草木及牛馬毛皆盡。又大疾疫，兼以饑饉。百姓又為寇賊所殺，流屍滿河，白骨蔽野。劉曜之逼，朝廷議欲遷都倉垣。人多相食，饑疫總至，百官流亡者十八九。」
76. ↑  《晉書·載記·劉元海傳》：「魏武分其眾為五部，以豹為左部帥，其餘部帥皆以劉氏為之。太康中，改置都尉，左部居太原茲氏，右部居祁，南部居蒲子，北部居新興，中部居大陵。劉氏雖分居五部，然皆居于晉陽汾澗之濱。」
77. ↑  《晉書·載記·劉元海傳》：「元海請歸會葬，穎弗許。乃令攸先歸，告宣等招集五部，引會宜陽諸胡，聲言應穎，實背之也……永興元年，元海乃為壇于南郊，僭即漢王位。」
78. ↑  傅樂成《中國通史·第十章·胡族的叛亂》
79. ↑  《南齊書·百官志》：「晉太康中，都督知軍事，刺史治民，各用人。惠帝末，乃幷任，非要州則單爲刺史。」
80. ↑  《資治通鑑·卷八十一》：「帝不聽。及永寧以後，盜賊群起，州郡無備，不能禽制，天下遂大亂，如濤所言。然其後刺史復兼兵民之政，州鎮愈重矣。」
81. ↑  《晉書·王浚傳》：「浚以父字處道，為「當塗高」應王者之讖，謀將僭號。」
82. ↑  《晉書·東海王越傳》：「留妃裴氏，世子、鎮軍將軍毗，及龍驤將軍李惲并何倫等守衞京都。表以隨軍，率甲士四萬東屯於項，王公卿士隨從者甚眾。」
83. ↑  《晉書·載記·石勒傳上》：「先是，東海王越率洛陽之眾二十餘萬討勒，越薨於軍，眾推太尉王衍為主，率眾東下，勒輕騎追及之。衍遣將軍錢端與勒戰，為勒所敗，端死之，衍軍大潰，勒分騎圍而射之，相登如山，無一免者。」
84. ↑  《晉書·元帝紀》：「東海王越之收兵下邳也，假帝輔國將軍。尋加平東將軍、監徐州諸軍事，鎮下邳。俄遷安東將軍、都督揚州諸軍事。越西迎大駕，留帝居守。永嘉初，用王導計，始鎮建鄴，以顧榮爲軍司馬，賀循爲參佐，王敦、王導、周顗、刁協並爲腹心股肱，賓禮名賢，存問風俗，江東歸心焉。」